# Le Journal de Suzanne
Le Journal de Suzanne est un téléfilm américain réalisé par Richard Friedenberg et diffusé en 2005.

## Fiche technique
- Titre original : Suzanne's Diary for Nicholas
- Scénario : James Patterson, Richard Friedenberg
- Durée : 90 min
- Pays :  États-Unis

## Distribution
- Christina Applegate : Docteur Suzanne Bedford
- Johnathon Schaech : Matt Harrison
- Kathleen Rose Perkins : Kate Wilkinson
- Jenna Friedenberg : Laurie
- Kevin Jubinville : Michael
- Craig Eldridge : Phil
- Hal Eisen : Auteur
- Jackie Torrens : Melanie
- Richard Donat (en) : Earl
- Trevor Hayes : Stephen
- John Dunsworth : Samuels
- Jennifer Overton : Connie